# Pukch'ang-gun
Pukch'ang-gun (koreanska: 북창군) är en kommun i Nordkorea.   Den ligger i provinsen Södra P'yŏngan, i den centrala delen av landet, 80 km nordost om huvudstaden Pyongyang.